# Neferites I

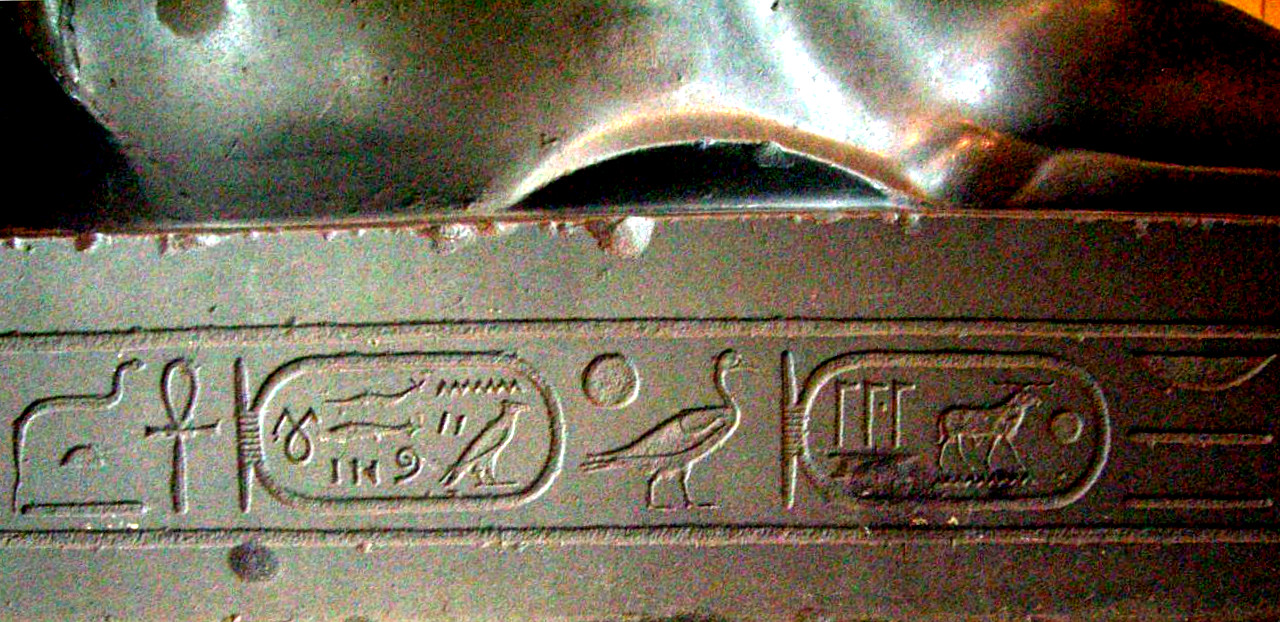
Cartuchos de Neferites I, en la base de su estatua: Baenra Merynecheru Nayfaarudye.

Baenra Merynecheru Nayfaarudye, o Neferites I, (398 - 392 a. C.) es el primer faraón de la dinastía XXIX de Egipto, designada Mendesiana, por ser Mendes su lugar de nacimiento y la ciudad elegida como nueva capital.
Manetón, según Julio Africano y Eusebio de Cesarea, lo denomina Neferites, comentando que reinó seis años. Es citado en la Crónica Demótica.
Neferites fue un faraón valorado porque consiguió pacificar el país, que había estado asediado al comienzo de su reinado. Heredó de su predecesor, Amirteo, un tratado de coalición con la ciudad griega de Esparta, que había invadido Asia, y una guerra contra Persia. 
Esta coalición era ventajosa para Egipto, porque mantuvo a los persas atareados. A cambio, Egipto se comprometió a enviar grano a Esparta y equipamiento para cien buques de guerra. La flota que lo transportaba se aproximó a la isla de Rodas sin saber que se habían aliado con Persia, y el cargamento fue decomisado por el enemigo. 
A pesar de lo breve de su reinado, inició varios proyectos edificatorios, tales como un muro de cerramiento del templo de Amón en Karnak, acabado por sus sucesores.
Neferites muere en 392 a. C. y es enterrado en Mendes, la ciudad que él había elegido como capital. Los arqueólogos que descubrieron su sarcófago en 1992 y observaron que la sepultura había sido destruida cuando los persas reconquistaron Egipto, en 342 a. C. 
A Neferites le sucedió Acoris, cuyo reinado fue interrumpido por Psamutis, qué se rebeló aunque no sabemos el motivo, ambos eran familia del rey precedente. Acoris acabó triunfando.

## Edificaciones
- En su época se realizan ampliaciones en los templos de Buto, Sais, Menfis, y Karnak.
- Su sarcófago fue encontrado en 1869, junto con objetos fúnebres, en Mendes.

## Titulatura
| G5 |

| G5 |

| O29 · ib |

| O29 · ib |

| O29 · ib |

| O29 · ib |

| G5 |

| G5 |

| O29 · ib |

| O29 · ib |

| O29 · ib |

| O29 · ib |

| G8 |

| G8 |

| R8A | U21 · n |

| R8A | U21 · n |

| G8 |

| G8 |

| R8A | U21 · n |

| R8A | U21 · n |

| N5 | E10 · n | R8A · N36 |

| N5 | E10 · n | R8A · N36 |

| N5 | E10 · n | R8A · N36 |

| N5 | E10 · n | R8A · N36 |

| N5 | E10 · n | R8A · N36 |

| N5 | E10 · n | R8A · N36 |

| N5 | E10 · n | R8A · N36 |

| N5 | E10 · n | R8A · N36 |

| N5 | E10 · n | R8A · N36 |

| N5 | E10 · n | R8A · N36 |

| N5 | E10 · n | R8A · N36 |

| N5 | E10 · n | R8A · N36 |

| N5 | E10 · n | R8A · N36 |

| N5 | E10 · n | R8A · N36 |

| N5 | E10 · n | R8A · N36 |

| N5 | E10 · n | R8A · N36 |

| N35 · G1s | M17 | M17 | f · O29 | T12 |

| N35 · G1s | M17 | M17 | f · O29 | T12 |

| N35 · G1s | M17 | M17 | f · O29 | T12 |

| N35 · G1s | M17 | M17 | f · O29 | T12 |

| N35 · G1s | M17 | M17 | f · O29 | T12 |

| N35 · G1s | M17 | M17 | f · O29 | T12 |

| N35 · G1s | M17 | M17 | f · O29 | T12 |

| N35 · G1s | M17 | M17 | f · O29 | T12 |

| N35 · G1s | M17 | M17 | f · O29 | T12 |

| N35 · G1s | M17 | M17 | f · O29 | T12 |

| N35 · G1s | M17 | M17 | f · O29 | T12 |

| N35 · G1s | M17 | M17 | f · O29 | T12 |

| N35 · G1s | M17 | M17 | f · O29 | T12 |

| N35 · G1s | M17 | M17 | f · O29 | T12 |

| N35 · G1s | M17 | M17 | f · O29 | T12 |

| N35 · G1s | M17 | M17 | f · O29 | T12 |

| n · G1s | Z4 | f · O29 · Z7 · Z2ss | T12 |

| n · G1s | Z4 | f · O29 · Z7 · Z2ss | T12 |

| n · G1s | Z4 | f · O29 · Z7 · Z2ss | T12 |

| n · G1s | Z4 | f · O29 · Z7 · Z2ss | T12 |

| n · G1s | Z4 | f · O29 · Z7 · Z2ss | T12 |

| n · G1s | Z4 | f · O29 · Z7 · Z2ss | T12 |

| n · G1s | Z4 | f · O29 · Z7 · Z2ss | T12 |

| n · G1s | Z4 | f · O29 · Z7 · Z2ss | T12 |

| n · G1s | Z4 | f · O29 · Z7 · Z2ss | T12 |

| n · G1s | Z4 | f · O29 · Z7 · Z2ss | T12 |

| n · G1s | Z4 | f · O29 · Z7 · Z2ss | T12 |

| n · G1s | Z4 | f · O29 · Z7 · Z2ss | T12 |

| n · G1s | Z4 | f · O29 · Z7 · Z2ss | T12 |

| n · G1s | Z4 | f · O29 · Z7 · Z2ss | T12 |

| n · G1s | Z4 | f · O29 · Z7 · Z2ss | T12 |

| n · G1s | Z4 | f · O29 · Z7 · Z2ss | T12 |